# 순록 작전
순록 작전(독일어: Operation Renntier)은 제2차 세계 대전 동안 독일 국방군이 핀란드의 페쳉소 주변 니켈 광산을 얻기 위해 핀란드와 함께 소련에 대해 새롭게 시작한 공격이다.
이 계획은 처음에 독일의 노르웨이 점령이 완벽하게 된 1940년 8월 13일에 계획되었지만, 노르웨이 점령은 그 해 10월에 완료되었다. 이 계획은 노르웨이 산악 군단의 2개 사단을 이용하여 페쳉소를 점령할 계획이었으며, 전략적으로 중요한 광산에 대한 소련의 점령을 막으려고 했다.
이 계획은 결국 독일이 소련을 침공하는 바르바로사 작전의 일환으로 시작되었다. 이 작전은 1941년 6월 22일 어떤 사건도 없이 시작했다. 독일 2 산악 사단이 리이나카마리 주변을 점령했고, 독일 3 산악 사단이 루오스타리를 점령했다.
이 작전 이후, 은빛여우 작전의 일부인 2개 사단으로 무르만스크를 점령하는 백금여우 작전이 시작되었다.

## 같이 보기
- 은빛여우 작전

## 참고 문헌
- Mann, Chris M. & Jörgensen, Christer (2002), Hitlers Arctic War , Hersham, UK: Ian Allan Publishing Ltd, ISBN 0-7110-2899-0